# Ханс-Волфганг Ромберг
Ханс-Волфганг Ромберг (на немски: Hans-Wolfgang Romberg) е германски доктор и член на НСДАП.

## Биография
Следва медицина от 1929 до 1935 г. в университетите в Берлин и Инсбрук. От април 1936 г. до 1938 г. работи в болница в Берлин. През май 1933 г. става член на нацистката партия. Впоследствие постъпва в СА, както и във военноморските сили на Третия райх. През 1938 г. става първия помощник и по-късно ръководител на Института по авиационна медицина на Луфтвафе, където работи под ръководството на един от другите обвиняеми по делото на лекарите – Зигфрид Руф.
Ромберг е един от обвиняемите при съдебния процес на лекарите. Докторски процес се провежда от 9 декември 1946 г. до 20 август 1947 г.
По нареждане на Луфтвафе се проучва, когато пилот на вражески самолет, свален, катапултира от голяма височина и се приземява в леденостудена морска вода. По време на експеримента в концентрационния лагер Дахау е инсталирана камера, в която е възможно да се симулира свободно падане от височина 21 000 метра. От включените в опитите 200 затворници умират между 70 и 80 души. Проучването на ефекта на хипотермията върху тялото е изследвано чрез потапяне на тялото на затворника в ледена вода. Заедно с Ромберг по този случай са обвинени Руф и Велтц.
Съдът не успява да докаже участието на Велтц, Руф и Ромберг в тези експерименти и в тази връзка те са оправдани.